# José Casquete de Prado
José Casquete de Prado y Bootello (Fuente de Cantos, Badajoz, España, 10 de junio de 1756-Llerena, España, 2 de febrero de 1838), fue obispo, prior de San Marcos de León, caballero de la Orden de Santiago y político español que tuvo un destacado papel en la elaboración de la Constitución española de 1812. Además de ser un activo diputado de las Cortes de Cádiz ocupó la presidencia de éstas durante la elaboración de la Constitución desde el 24 de noviembre al 23 de diciembre de 1811. 

## Trayectoria personal
Profesó como caballero freire de la Orden de Santiago, pasando al colegio del Rey, que esta tenía en Salamanca, donde se doctoró en Cánones, teniendo a su cargo algunas encomiendas y un canonicato en San Marcos.
Por Bula de 9 de mayo de 1797 se declararon perpetuos el Priorato de San Marcos de León y el de Uclés, con obispos in partibus, siendo nombrado el doctor Casquete de Prado para Obispo Prior de San Marcos de León, con el título de Cisamo. Fue consagrado en la iglesia de las Comendadoras de Madrid el 25 de marzo de 1798.

## Trayectoria política
Fue elegido Diputado propietario el 23 de julio de 1810 por el procedimiento para las provincias libres de los franceses. Obtuvo 15 votos de los 24 electores designados, tomando posesión del acta el 26 de julio de 1810.
Según el diario de sesiones, formó parte de las comisiones parlamentarias de Arreglo de provincias, Eclesiástica, Honor, Manifiesto de la Junta Central, Poderes y Premios.
El 18 de noviembre de 1810 fue designado junto a otros dos diputados y religiosos, el canónigo Joaquín Lorenzo Villanueva y Felipe Miralles, canónigo penitenciario de la Catedral de Valencia, para redactar un decreto que contuviera rogativas públicas para atraer la bendición del cielo sobre las medidas enérgicas con que [las Cortes] procuran la libertad de la Patria. Reunidos en la residencia del obispo prior, se redactó el texto que fue presentado y aprobado en las Cortes el 1 de diciembre.
El 24 de noviembre de 1811 se produjo la renovación en las Cortes de los cargos de presidente, vicepresidente y secretario, con la única intervención en dicha sesión de Don José Casquete de Prado cuyas primeras palabras quedaron recogidas en el diario de sesiones:
'Señor, penetrado de las cortas luces que me acompañan, y de la dificultad que experimento para hablar en público, creía como superior a mis fuerzas el cargo de Diputado que puso en mis manos la provincia de Extremadura; pero al presente, que me veo en la necesidad de ocupar esta silla, me lleno de rubor y de asombro. Sin embargo, conociendo que este honor que me cabe es efecto de la bondad de V. M., espero tendrá la de disimularme los defectos en que incurra, nacidos más del entendimiento que de la voluntad.'